# Gala Fur
Gala Fur est une cinéaste, écrivaine et journaliste française, née le 22 août 1948.

## Biographie
Gala Fur a fait des études d’Histoire de l'art et d’Archéologie à l'Université Paris IV-Sorbonne, et vit à Saint-Germain-des-Prés. Journaliste indépendante, elle a collaboré à des magazines comme Lui, VSD, Playboy, Penthouse, Union, l'Écho des savanes, etc. Elle publie des romans en partie autobiographiques et des manuels sur le thème du BDSM aux éditions La Musardine,. L’exposition Kunst und Krieg organisée par Peter Weibel à la Neue Galerie de la ville de Graz, élue capitale culturelle européenne en 2003, a exposé ses œuvres, dont L’écrivain et son chien, un court-métrage tourné avec Pierre Bourgeade en 2005.
Gala Fur a décrit les soirées fétichistes européennes, l'Europerve d’Amsterdam, le Rubber Ball et la Torture Garden à Londres réservées aux pratiquants du BDSM dans Les soirées de Gala, à une époque où ces pratiques n'avaient pas été banalisées par le best-seller Cinquante nuances de Grey (Fifty Shades of Grey). Le succès de cet ouvrage l'amène à intervenir pour divers médias, dont le journal Le Monde, la radio France Inter ou le magazine Elle.
En 2016, elle publie aux mêmes éditions La Musardine le Dictionnaire du BDSM.

## Ouvrages

### Manuels et dictionnaire
- Osez tout savoir sur le sadomasochisme, La Musardine, 2003  (ISBN 2-84271-200-5)[8]
- Osez les jeux de soumission et de domination, illustré par Axterdam, La Musardine, [2009] (ISBN 978-2-842714-11-6)[9]
- Dictionnaire du BDSM[7], La Musardine, 2016  (ISBN 978-2-84271-825-1)[10]

### Romans
- Les soirées de Gala, Ornicar, 1999  (ISBN 2-913888-00-3)[11], La Musardine, 2001  (ISBN 2-84271-227-7)[12]
- Séances, La Musardine, 2003  (ISBN 2-84271-169-6) [13]
- Confessions of a Left-bank Dominatrix, Blue Moon Books, Avalon, N.Y, 2007 (ISBN 978-1-56201-403-2) [14]
- Gala Strip, et six entretiens avec Pierre Bourgeade, La Musardine, 2010 (ISBN 978-2-84271-491-8)[15]
- Night Nurse, Gala Fur et Véronique Bergen, éditions Camion noir, 2014 (ISBN 978-2-35779-542-6)[16]
- La poupée qui tue, Amazon, 2020 ( (ISBN 979-8645889562))

### Nouvelles
- The purple gloves, in Best Lesbian Erotica, Cleis Press, San Francisco, 2009. In Mammoth of Erotica, Londres, 2012
- La patiente du Docteur Goult, dans In/Soumises, recueil présenté par Gala Fur et Wendy Delorme, La Musardine, 2010
- Little Lou, Best Lesbian Erotica 2010, Cleis Press, San Francisco, 2010
- Magali, revue Ravages n°7,  éditions Hugo & Cie, Paris, 2012
- Contrat entre Tsarine et sa soumise Anaïs, avec Véronique Bergen,revue Edwarda n°8, Paris, 2012, In Mammoth of Erotica, Londres, 2013
- Tango d’étoiles, Gala Fur et Véronique Bergen, revue Edwarda n°11, Paris, 2014
- Tiens-toi droit! dans Immorales, La Musardine, 2023
- Le lion et la gazelle, dans Indécentes, La Musardine, 2024

## Filmographie

### Réalisatrice
- 2006 : L'Écrivain et son chien, (coréalisateur Pierre Bourgeade)
- 2006 : Baud'laire promène Médor  (coréalisateur Pierre Bourgeade)
- 2008 : L'Arbre de Noël
- 2011 : Quatrième sous-sol (avec Léïa dominatrice)

### Coproductrice
- 2011: After Fall, Winter, de Eric Schaeffer, 2011 (coproductrice)[17]